# París-Tours 1962
La París-Tours 1962 fue la 56.ª edición de la clásica París-Tours. Se disputó el 8 de octubre de 1962 y el vencedor final fue el neerlandés Jo De Roo del equipo Saint Raphael-Geminiani, que se impuso al sprint. 

## Clasificación general[1]
|    | Ciclista            | Equipo                           | Tiempo     |
| -- | ------------------- | -------------------------------- | ---------- |
| 1  | Jo De Roo           | Saint-Raphaël-Helyett-Hutchinson | 5h 57' 26" |
| 2  | Frans Melckenbeeck  | Mercier-Hutchinson-BP            | a 2"       |
| 3  | Benoni Beheyt       | Wiel's-Groene Leeuw              | m.t.       |
| 4  | Piet Damen          | Libertas                         | m.t.       |
| 5  | Gustaaf Desmet      | Wiel's-Groene Leeuw              | m.t.       |
| 6  | Willy Bocklant      | Flandria-Faema                   | m.t.       |
| 7  | Fernand Delort      | Gitane-Geminiani-Leroux          | m.t.       |
| 8  | Bernard Viot        | Peugeot                          | m.t.       |
| 9  | Etienne Vercauteren | Libertas                         | m.t.       |
| 10 | Piet Rentmeester    | Gitane-Geminiani-Leroux          | m.t.       |